# トマス・フォーリー (初代フォーリー男爵、1673-1733)
初代フォーリー男爵トマス・フォーリー（英語: Thomas Foley, 1st Baron Foley FRS、1673年11月8日 – 1733年1月22日）は、イギリスの政治家、貴族。トーリー党所属。

## 生涯
トマス・フォーリー（1701年2月1日没、イングランド庶民院議員）とエリザベス・アッシュ（Elizabeth Ashe、エドワード・アッシュの娘）の息子として、1673年11月8日に生まれた。1689年から1693年頃までユトレヒト大学で学び、1695年にリンカーン法曹院に入学した。
1696年7月5日に王立協会フェローに選出され、王立協会理事会の委員を数度務めた（1698年、1700年、1702年 – 1703年、1705年 – 1726年、1728年）ほか、1709年には副会長を務めた。
1694年11月、叔父フィリップの支持を受けてスタッフォード選挙区の補欠選挙に出馬、当選を果たした。しかし、このときのイングランド庶民院には父にあたるトマス・フォーリー、叔父ポール・フォーリー、ならびにポールの息子トマス・フォーリーと、フォーリー姓の人物が4人、うち3人が同名同姓だったため、議事録から議会活動を割り出すことが困難だったという（ただし、1696年11月に第3代準男爵サー・ジョン・フェンウィックの私権剥奪に反対票を投じたことは確実だという）。1698年イングランド総選挙では対立候補が立てられる可能性が高かったため（実際に対立候補が2人立候補した）、保険としてスタッフォード選挙区とドロイトウィッチ選挙区の両方で立候補したが、結局スタッフォード選挙区で当選したため、無投票当選したドロイトウィッチ選挙区の議席を放棄した。1701年1月イングランド総選挙ではカウンティ選挙区のウスターシャー選挙区からの出馬も検討したが、トーリー党の現職議員第4代準男爵サー・ジョン・パキントンから色よい返事を得られず断念している。1701年11月と1702年の総選挙でもパキントンと組んでウスターシャーから出馬する構想が取りざたされたものの、結局断念している。
この頃よりトーリー党所属の大地主としての性格が強くなり、1704年10月にはタッカー（トーリー党における、便宜的国教徒禁止法案と金銭法案を一緒に議決することで、前者を通過させる動き）をめぐる法案に反対するものとの予想が立てられた（ただし、最終的には票を投じなかった）。1705年イングランド総選挙の後の議長選挙ではコート派の候補を支持、チャールズ・シーザーが演説で大蔵卿シドニー・ゴドルフィンを風刺した事件についての弁論（1705年12月）では中道の立場をとり、ロンドン塔送りに反対して譴責にのみ賛成した。ヘンリー・サシェヴェレルの弾劾裁判（1710年）ではサシェヴェレルを支持して、弾劾に反対した。1710年イギリス総選挙では対立候補を立てられたものの当選し、翌年にスペイン継承戦争の講和案が貴族院 (イギリス)を通過するよう保障するべく、初代オックスフォード＝モーティマー伯爵ロバート・ハーレーが12人を叙爵することを求めたとき、そのうちの1人に選ばれた。そして、フォーリーは1712年1月1日にグレートブリテン貴族であるウスターシャーにおけるキッダーミンスターのフォーリー男爵に叙され、翌日に貴族院にはじめて登院した。
貴族院でもオックスフォード＝モーティマー伯爵の派閥に所属し、アン女王の死後にオックスフォード＝モーティマー伯爵が投獄されたときも彼を支持し続けた。1720年の南海泡沫事件で大きな損失を出しつつも資産家であり続けたため影響力を維持、遺言状で娘エリザベスに（結婚または満21歳を条件に）15,000ポンドを与えることもできた。この頃にはウスターシャー選挙区でホイッグ党の第5代コヴェントリー伯爵ウィリアム・コヴェントリーと並ぶ有力者になり、1715年イギリス総選挙で選挙戦の末、両党が1議席ずつ得たため、1722年と1727年の総選挙では両党が妥協して1議席ずつ指名した。
1733年1月22日に死去、ウィットリーで埋葬された。息子トマスが爵位を継承した。

## 家族
1702年6月18日、メアリー・ストロード（Mary Strode、1735年12月6日没、トマス・ストロードの娘）と結婚、4男3女をもうけた。
- トマス（1703年 – 1766年） - 第2代フォーリー男爵
- メアリー（1713年11月没[6]） - 子供なし[9]
- ストロード＝タルボット（Strode-Talbot、1706年頃 – 1731年） - 1722年7月9日にオックスフォード大学クライスト・チャーチに入学[10]
- エドワード - 子供なし[9]
- リチャード - 子供なし[9]
- エリザベス（1712年以降生 – 1733年以降没[6]） - 子供なし[9]

## 関連図書
- Lee, Sidney (1889). "Foley, Thomas (1617-1677)" . In Stephen, Leslie (ed.). Dictionary of National Biography (英語). Vol. 19. London: Smith, Elder & Co. pp. 355–356.
- Handley, Stuart. "Foley, Thomas, first Baron Foley". Oxford Dictionary of National Biography (英語) (online ed.). Oxford University Press. doi:10.1093/ref:odnb/9790。 (要購読、またはイギリス公立図書館への会員加入。)

| イングランド議会 (en)                            | イングランド議会 (en) | イングランド議会 (en)                                  |
| ------------------------------------------------ | --- | ------------------------------------------------------ |
| 先代 ジョン・チェットウィンド ジョナサン・コープ | 庶民院議員（スタッフォード選挙区選出） 1694年 – 1707年 同職：ジョン・チェットウィンド 1694年 – 1695年 フィリップ・フォーリー 1695年 – 1701年 ジョン・チェットウィンド 1701年 ジョン・パーシャル 1701年 – 1702年 ジョン・チェットウィンド 1702年 ウォルター・チェットウィンド 1702年 – 1707年 | 次代 グレートブリテン庶民院                            |
| 先代 エドワード・ハーレー チャールズ・コックス   | 庶民院議員（ドロイトウィッチ選挙区選出） 1698年 – 1699年 同職：チャールズ・コックス | 次代 チャールズ・コックス トマス・フォーリー           |
| グレートブリテン議会                             | |                                                        |
| 先代 イングランド庶民院                          | 庶民院議員（スタッフォード選挙区選出） 1707年 – 1712年 同職：ウォルター・チェットウィンド 1707年 – 1711年 ヘンリー・ヴァーノン 1711年 – 1712年 | 次代 ヘンリー・ヴァーノン ウォルター・チェットウィンド |
| グレートブリテンの爵位                           | |                                                        |
| 爵位創設                                         | フォーリー男爵 第1期 1712年 – 1733年 | 次代 トマス・フォーリー                                |